# Somogyi György (festő)
Somogyi György (Karcag, 1946. október 20. – 2022. január 4.) Munkácsy Mihály-díjas festőművész. A valóságos élményt csaknem a tiszta absztrakcióig írja át. Szemléletmódja a Kállai Ernő által preferált bioromantika elméletéhez áll közel.

## Életrajz
Tizenhárom éves korában édesapja elvitte őt a munkahelyi képzőművész szakkörbe, ahol megismerkedett Kocsis László festőművésszel, aki később felfedezője és tanítója, majd mestere, példaképe és jó barátja lett. A szegedi Juhász Gyula Tanárképző Főiskola növendéke 1969–1973 között, rajztanári szakon végzett. Diplomát a Magyar Képzőművészeti Főiskolán szerzett, ahová 1981–1984 között járt.

## Kiállítások
- 1972, 1982 Szigetszentmiklós
- 1985 Taksony
- 1987 Budaörs, Szada
- 1988 Jönköping (Svédország)
- 1989 Bécs
- 1989 Művésztelepi Galéria, Szentendre
- 1989 Művelődési Központ, Békés
- 1991 Szigetszentmiklós
- 1994 Csepel Galéria, Budapest
- 1994 Haukipudas (Finnország)
- 1994 Comenius Tanítóképző Főiskola, Sárospatak
- 1996 Városi Galéria, Szigetszentmiklós
- 1998 Vincze Papírmerítő Műhely, Szentendre
- 1998 Horváth és Lukács Galéria, Nagycenk
- 1999 Művelődési Központ, Hajdúböszörmény
- 2000 Vincze Papírmerítő Műhely, Halászbástya
- 2000 Horda Galéria, Pécs
- 2000 Kortárs Galéria, Kecskemét
- 2001 Galéria '13, Budapest-Soroksár
- 2016 Városi Galéria, Szigetszentmiklós

## Díjak
- 1986 Székely Bertalan-díj
- 2006 Közművelődési Díj, Szigetszentmiklós
- 2008 Pro Urbe díj, Szigetszentmiklós
- 2012 Munkácsy Mihály-díj